# Junqueira (Vale de Cambra)
Pour les articles homonymes, voir Junqueira.
Junqueira est une paroisse civile portugaise (en portugais : freguesia) de la municipalité de Vale de Cambra dans le district d'Aveiro.

## Géographie
La paroisse de Junqueira est située au sud-est du centre urbain de Vale de Cambra, à la limite avec la municipalité de Sever do Vouga.

## Démographie
Lors du recensement de 2021, Junqueira compte 834 habitants. C'est alors la paroisse la moins peuplée de la municipalité de Vale de Cambra.